# Метаболічний ацидоз з високим аніонним інтервалом
Метаболічний ацидоз з високим аніонним інтервалом, (англ. High anion gap metabolic acidosis, HAGMA) — це форма метаболічного ацидозу, що характеризується високим аніонним інтервалом (медичне значення базується на концентраціях іонів у сироватці крові пацієнта). Метаболічний ацидоз виникає, коли організм виробляє занадто багато кислоти або коли нирки не виводять достатньо кислоти з організму. Існує кілька типів метаболічного ацидозу, згрупованих за їх впливом на аніонний інтервал.
Аніонний інтервал (АІ) може бути збільшений через відносно низький рівень катіонів, окрім натрію та калію (наприклад, кальцію або магнію). АІ зазвичай вважається високим, якщо він перевищує 12 мЕкв/л.
Метаболічний ацидоз з високим АІ зазвичай викликається кислотою, що виробляється організмом. Рідше це може бути спричинено вживанням метанолу або передозуванням аспірину. Дельта-відношення — це формула, яку можна використовувати для оцінки метаболічного ацидозу з високим АІ та для визначення наявності змішаного кислотно-основного розладу (метаболічного ацидозу). Перелік агентів, що викликають метаболічний ацидоз з високим АІ, подібний до переліку агентів, що викликають осмольний інтервал у сироватці крові але ширший.

## Причини
Найпоширенішими причинами метаболічного ацидозу з високим АІ є: кетоацидоз, лактатацидоз, ниркова недостатність та потрапляння токсичних речовин у організм.
Кетоацидоз може виникати як ускладнення цукрового діабету (діабетичний кетоацидоз), але може виникати через інші захворювання, такі як хронічний алкоголізм та недоїдання. У цих умовах надмірний метаболізм вільних жирних кислот призводить до утворення кетокислот, ацетооцтової кислоти та бета-гідроксибутирату.
Лактатацидоз виникає внаслідок надмірного утворення та зниженого метаболізму лактату, що відбувається при станах анаеробного метаболізму. Це найпоширеніша причина метаболічного ацидозу у госпіталізованих пацієнтів. Найсерйозніша форма виникає під час різних станів шоку, внаслідок епізодів зниження перфузії печінки.
Ниркова недостатність призводить до зниження екскреції кислоти та збільшення екскреції бікарбонату.
Токсини, що призводять до утворення кислих метаболітів, можуть спровокувати лактатацидоз. Рабдоміоліз, захворювання, що призводить до втрати м'язової маси, є рідкісною причиною метаболічного ацидозу.

### Мнемоніка
Різні англомовні мнемоніки використовуються для допомоги клініцистам у виявленні та діагностиці станів, які можуть призвести до метаболічного ацидозу з високим АІ:
Новіший мнемонічний термін «GOLD MARK» 2008 року був запропонований у журналі The Lancet, що відображає причини метаболічного ацидозу з високим АІ:
- G — гліколі (етиленгліколь та пропіленгліколь)
- О — оксопролін, метаболіт парацетамолу (ацетамінофену)
- L — L-лактат, хімічна речовина, відповідальна за лактатацидоз
- D — D-лактат
- М — метанол
- А — аспірин
- R — ниркова недостатність (renal failure)
- K — кетоацидоз, кетони, що утворюються внаслідок голодування, алкоголю та діабетичного кетоацидозу

Мнемонічну схему MUDPILES зазвичай використовують для запам'ятовування причин метаболічного ацидозу з високим АІ.
- M — Метанол
- U — Уремія (хронічна ниркова недостатність)
- D — Діабетичний кетоацидоз
- P — Парацетамол, пропіленгліколь (використовується як неактивний стабілізатор у багатьох ліках; історично «P» також означала паральдегід, хоча ця речовина сьогодні не використовується)
- I — Інфекція, залізо (Iron), Ізоніазид (який може спричинити лактатацидоз при передозуванні), вроджені (<b>I</b>nborn) порушення метаболізму (особливо важливий фактор у дітей)[6]
- L — Лактацидоз
- E — Етиленгліколь (Примітка: етанол іноді також включають до цієї мнемоніки, хоча ацидоз, спричинений етанолом, насправді зумовлений переважно підвищеним виробленням молочної кислоти, що спостерігається при такій інтоксикації)
- S — Саліцилати

Ще одна часто використовувана мнемоніка — KARMEL.
- К — Кетоацидоз
- А — Аспірин
- R — Ниркова (Renal) недостатність
- М — Метанол
- E — Етиленгліколь
- L — Лактатацидоз

Ще однією часто використовуваною мнемонікою є KULT.
- K — Кетоацидоз (гіперглікемічна кома, алкогольний кетоацидоз)
- U — Уремія
- L — Лактацидоз
- Т — Токсини (етиленгліколь, метанол, а також ліки, такі як аспірин, метформін)

Мнемоніка для токсинів — це ACE GIFTs: аспірин, ціанід (cyanide), етаноловий кетоз, гліколі (етилен та пропілен), ізоніазид, двовалентне залізо (iron), толуол, саліцилати. Більшість із них викликають лактатацидоз.

### Інше
- формальдегід
- толуол
- сульфати
- метформін[8]
- рабдоміоліз[9]